# 北京西郊空港
北京西郊空港（ペキンせいこうくうこう）は中華人民共和国北京市海淀区四季青人民公社境内に位置する空港。頤和園の南、香山の東にある。軍用空港で、中国人民解放軍空軍第34航空師団の基地である。 北京では南苑空港に次ぐ古い空港で市街から最も近い。

## 現状
国家の指導者や党、政府（zh:中華人民共和國政府）、軍の要人が北京に出入するのに用いられている。 要人専用機としてボーイング737が10機（B737-300 8機・B737-700 2機）、ボンバルディア CRJが10機（CRJ-200BLR 5機・CRJ-700 5機）所属する。 以前にはホーカー・シドレー トライデントが用いられていた。

## 沿革
- 1938年 - 日本により建設[9]
- 1945年 - 日中戦争終了後に国民党が接収[9]
- 1949年1月 - 人民解放軍華北航空処が正式に接管、元国民党のパイロットで華北空運大隊を組成[9]
- 1949年3月25日 - 毛沢東、朱徳、劉少奇、周恩来、任弼時等の首脳により中国人民解放軍の閲兵式が行われた[10]
- 1952年5月 - 華北軍区に属する人民解放軍空軍独立第三団が組成され、要人専用機を任務開始[9]
- 1963年8月28日 - 独立第三団を拡張再編成し空第34師（空34師）とした[11]
- 1971年7月9日 - キッシンジャー大統領補佐官がボーイング707で極秘に訪問した[12]
- 2004年 - 改修が行われた[13]

## 註釈・参考資料
1. ↑  Airport Beijing Xijiao Airport Falling Rain Genomics, Inc
2. ↑  Beijing Xijiao Airport (Mobile information)
3. 1 2  郭伯雄新年視察中国空軍唯一的專機師部隊（猟訊軍情網）
4. ↑  政協委員が次々と北京入り（人民網）
5. ↑  Chinese astronauts back to Beijing (China.org.cn)
6. ↑  Boeing 737-300/700 VIP Passenger Jet (SinoDefence.com)
7. ↑  CRJ-200/700 VIP Passenger Jet (SinoDefence.com)
8. ↑  毛沢東の特別機、珠海市でまもなく販売　800万元（人民網）
9. 1 2 3 4  歴史掲秘：毛澤東不願意坐飛机出行的真實原因（中国網）
10. ↑  老兵展示毛澤東1949年閱兵照(図)
11. ↑  運輸航空兵第34師（中国空軍網）
12. ↑  北京西郊機場（止戈網）
13. ↑  中国航空港建設第十工程總隊